# Ozmilk
Ozmilk  (grec ancien : Azelmilkos) est le roi de Tyr de 349 à 332 sous suzeraineté perse lors de l'expédition d'Alexandre le Grand

## Contexte
Les Phéniciens représentent pour Alexandre une menace car leurs navires constituent l'essentiels de la flotte perse présente en mer Égée sur les arrières du conquérants. Aussi décide-t-il après la bataille d'Issos de s'emparer du littoral phénicien. Il demande à Azemilkos la possibilité d'entrer dans sa ville pour y sacrifier au dieu Melqart mais le roi, qui craint cet acte de soumission, refuse. Aussi en janvier 332 av. J.-C. Alexandre fait le siège de la ville qui est prise, après des combats d'une grande violence, en septembre.